# Grayia smythii
Grayia smythii är en ormart som beskrevs av Leach 1818. Grayia smythii ingår i släktet Grayia, och familjen snokar. Inga underarter finns listade.

## Utbredning
Grayia caesar är mycket spridd i centrala och västra Afrika. Den har påträffats i Sudan, Uganda, Kenya, Tanzania, Rwanda, Burundi, Angola, Demokratiska Republiken Kongo, Gabon, Ekvatorialguinea, Kamerun, Nigeria, Benin, Togo, Ghana, Elfenbenskusten, Liberia, Guinea, Guinea-Bissau, Senegal, Burkina Faso och Gambia.